# La recogida
La recogida é uma telenovela mexicana, produzida por Valentín Pimstein para a Televisa e exibida pelo Canal de las Estrellas em 1971.

## Elenco
- Sylvia Pasquel - Alicia
- Silvia Derbez - Nora
- Antonio Medellín - Luis Tejeda
- Maria Fernanda Ayenza - Alejandra
- Bertha Moss - Matilde
- Jorge Castillo
- Ada Carrasco
- Enrique Becker
- Pituka de Foronda
- Pili Gonzalez
- Aurora Alcarano
- Mario Gozalez
- Socorro Avelar
- Norma Rodriguez